# 1. Fußball-Club Eintracht Bamberg e.V.
1. Fußball-Club Eintracht Bamberg e.V. é uma agremiação esportiva, fundada a 16 de junho de 2010 e sediada em Bamberg, na Baviera.
O departamento de futebol faz parte de um clube desportivo, formado a 1 de abril de 2006 a partir da união entre 1. FC Bamberg e TSV Eintracht Bamberg. Contendo mais de 1.500 membros, é uma das maiores associações da Alta Francônia, tendo seções de boliche, karatê, ginástica, tênis de mesa, tênis e voleibol.

## História

TSV Eintracht Bamberg

Os dois clubes fundadores inicialmente realizaram debates em torno da possibilidade de uma fusão, no verão de 2005, mas as negociações falharam quando a proposta não recebeu o apoio da maioria necessária de três quartos dos membros do TSV Eintracht. Em janeiro de 2006, após meio ano de discussão e de lobbys, a maioria do Eintracht concordou com a fusão, enquanto os membros do FC Bamberg os seguiram em março.
A equipe recém-criada assumiu um posto na Bayernliga (IV) e conquistou um resultado inesperadamente bom, um quinto lugar. Na temporada seguinte, o time permaneceu entre os quatro primeiros, o que teria significado a qualificação para a Regionalliga Süd, mas ao final, a agremiação falhou, terminando em quinto novamente. No entanto, a insolvência do Siegen Sportfreunde e o fato do SpVgg Bayreuth ter tido recusado uma licença significou a ascensão do Bamberg.
Em meados da temporada 2008-2009 o clube declarou falência. No entanto, uma nova agremiação foi formada imediatamente sob o nome de FC Eintracht Bamberg 2010 e adentrou à Bayernliga na temporada 2010-2011.

## Títulos

### Liga
- Amateurliga Bayern (III) 
  - Campeão: 1946, 1948 (N), 1950, 1957 (N), 1958 (N), 1963 (N)
  - Vice-campeão: 1961 (N)
- Landesliga Bayern-Nord (IV) 
  - Campeão: 1975, 1981
  - Vice-campeão: 2004, 2006
- Bezirksoberliga Oberfranken (V-VI) 
  - Campeão: 2008‡
  - Vice-campeão: 1992, 1997
- (N) = Divisão Norte

### Copas
- Oberfranken Cup
  - Vencedor: 2002

### Categorias de base
- Campeão Sub-20 da Baviera
  - Vice-campeão: 2006
- Campeão Sub-17 da Baviera
  - Vice-campeão: 2004
- ‡ Time reserva

## Cronologia recente
As colocações finais do 1. FC Bamberg
| Temporada | Divisão                | Módulo | Posição |
| 1999–2000 | Landesliga Bayern-Nord | V      | 4ª      |
| 2000–01   | Landesliga Bayern-Nord | V      | 6ª      |
| 2001–02   | Landesliga Bayern-Nord | V      | 6ª      |
| 2002–03   | Landesliga Bayern-Nord | V      | 4ª      |
| 2003–04   | Landesliga Bayern-Nord | V      | 2ª      |
| 2004–05   | Landesliga Bayern-Nord | V      | 4ª      |
| 2005–06   | Landesliga Bayern-Nord | V      | 2ª ↑    |

As colocações finais do 1. FC Eintracht Bamberg:
| Temporada | Divisão          | Módulo | Posição |
| 2006–07   | Bayernliga       | IV     | 5ª      |
| 2007–08   | Bayernliga       | IV     | 5ª ↑    |
| 2008–09   | Regionalliga Süd | IV     | 10ª     |
| 2009–10   | Regionalliga Süd | IV     | 17ª ↓   |

As colocações finais do FC Eintracht Bamberg 2010:
| Temporada | Divisão    | Módulo | Posição |
| 2010–11   | Bayernliga | V      | 8ª      |
| 2011–12   | Bayernliga | V      | 8ª      |

## Fonte
- Vereinslexikon, Hardy Grüne, AGON, 2001, Seite 215, ISBN 3-89784-147-9